# 米德韋 (伊利諾伊州麥迪遜縣)
米德韋（英語：Midway）是位於美國伊利諾伊州麥迪遜縣的一個非建制地區。該地的面積和人口皆未知。

## 地理
米德韋的座標為38°55′43″N 89°58′19″W / 38.92861°N 89.97194°W，而該地的平均海拔高度為168米（即551英尺）。